# Julius Rietz
Pour les articles homonymes, voir Rietz.
August Wilhelm Julius Rietz (né le 28 décembre 1812 à Berlin – mort le 12 septembre 1877 à Dresde) est un chef d'orchestre, compositeur et violoncelliste allemand. Il est aussi enseignant avec des élèves tels que Woldemar Bargiel. Salomon Jadassohn et Arthur Sullivan. Il édite également de nombreuses œuvres de Felix Mendelssohn en vue de leur publication.

## Biographie
Il étudie le violoncelle auprès de Schmidt, Bernhard Romberg et Gans. À 16 ans, il rejoint l'orchestre du Königstädter Theater pour lequel il compose la musique pour la pièce Lorbeerbaum und Bettelstab de Holtei. En 1834, il est nommé chef assistant à l'opéra de Düsseldorf sous Mendelssohn auquel il succède l'année suivante. En 1847, il est appelé à Leipzig en tant que kapellmeister du théâtre et chef d'orchestre de la Singakademie. En 1848, il succède à Mendelssohn en tant que chef des concerts du Gewandhaus et comme professeur de composition au Conservatoire. Il est appelé à Dresde en 1860 pour succéder à Reissiger comme maître de chapelle de la cour. Il y dirige l'opéra et entreprend ensuite la direction du conservatoire royal. Il meurt à Dresde.

## Compositions
En tant que compositeur, il appartient à l'école classique plus jeune[incompréhensible] et est fortement opposé au mouvement néo-allemand. Parmi ses œuvres des opéras, trois symphonies, plusieurs ouvertures, des sonates pour flûte, pour violon, des motets, des messes, des psaumes et maintes autres pièces de musique religieuse.

### Opéras
- Jery und Bätely (1839)
- Das Mädchen aus der Fremde (1839)
- Der Korsar (1850)
- Georg Neumann und die Gambe (1859)

### Ouvertures
- Ouverture concertante en la majeur, op. 7
- Hero und Leander, op. 11
- Lustspielouvertüre, op. 53

### Concertos
- Concerto pour clarinette, op. 29
- Pièce de concert pour hautbois et orchestre
- Concerto pour violoncelle, op. 16

### Symphonies
- Symphonie en sol mineur op. 13 (1843)
- Symphonie en la majeur op. 23 (1846)
- Symphonie en mi bémol majeur op. 31 (1854/55)